# Phytoliriomyza similis
Phytoliriomyza similis este o specie de muște din genul Phytoliriomyza, familia Agromyzidae, descrisă de Spencer în anul 1984.
Este endemică în Columbia. Conform Catalogue of Life specia Phytoliriomyza similis nu are subspecii cunoscute.